# Edmond Mendras
Marie-Joseph-Edmond Mendras (* 30. Oktober 1882 in Marvejols, Département Lozère; † 1. August 1964 im 5. Arrondissement (Panthéon), Paris) war ein französischer Offizier und zuletzt Generalmajor (Général de division), der unter anderem zwischen 1938 und 1939 Kommandant der Kriegshochschule (École Supérieure de Guerre) war.

## Leben
Marie-Joseph-Edmond Mendras begann am 19. Oktober 1902 ein Studium an der École polytechnique und absolvierte eine Ausbildung zum Offizier. Nach deren Abschluss fand er Verwendungen in verschiedenen Artillerieregimentern und wurde am 1. Oktober 1905 zum Unterleutnant (Sous-Lieutenant), am 1. Oktober 1907 zum Leutnant (Lieutenant 2e Classe), am 10. Februar 1909 zum Oberleutnant (Lieutenant 1e Classe) sowie am 18. September 1914 zum Hauptmann (Capitaine) befördert. Während des Ersten Weltkriegs versah er weiterhin Dienst in verschiedenen Artillerieregimentern und war vom 15. Februar bis zum 16. August 1917 zur Artillerieschule (École militaire de l'artillerie) in Draguignan abgeordnet.
Nach Kriegsende wurde Mendras für seine Verdienste per Dekret vom 12. Juli 1919 zum Ritter der Ehrenlegion ernannt und übernahm zu Beginn der Zwischenkriegszeit unterschiedliche Dienststellungen, ehe er von 1927 bis 1932 Professor der Kriegshochschule (École Supérieure de Guerre) war. In dieser Verwendung erfolgte am 25. Dezember 1928 seine Beförderung zum Oberstleutnant (Lieutenant-colonel). Am 24. März 1933 wurde er Militärattaché an der Botschaft in der Sowjetunion und verblieb auf diesem Posten in Moskau bis zum 22. Oktober 1934, wobei er per Dekret vom 17. Dezember 1933 zum Offizier der Ehrenlegion ernannt wurde. Nach seiner Rückkehr übernahm er vom 22. Oktober 1934 bis zum 23. Oktober 1936 den Posten als Kommandeur des 182. Artillerieregiments (182e régiment d’artillerie) und wurde im Anschluss am 23. Oktober 1936 zum Zentrum für höhere Militärstudien (Centre des Hautes Études Militaires) abgeordnet.
Edmond Mendras, der am 22. Dezember 1937 zum Brigadegeneral (Général de brigade) befördert wurde, löste im Mai 1938 Brigadegeneral Émile Barazer de Lannurien als Kommandant der Kriegshochschule (École Supérieure de Guerre) ab. Er verblieb auf diesem Posten bis zum Beginn des Zweiten Weltkrieges am 2. September 1939, woraufhin er wiederum zwischen dem 2. September 1939 und dem 29. Juni 1940 Kommandeur der 47. Infanteriedivision (47e division d’infanterie) war. Zugleich fungierte er zwischen dem 14. und dem 28. April 1940 als Kommandant des Festungssektors Faulquemont. Nach dem Waffenstillstand von Compiègne am 22. Juni 1940 war er zwischen dem 29. Juni und dem 10. November 1940 erst als Kommandeur des Unterabschnitts Albi sowie im Anschluss vom 10. November 1940 bis zum 1. September 1942 Inspekteur der Artillerie. In dieser Verwendung erfolgte am 16. November 1940 seine Beförderung zum Generalmajor (Général de division) sowie durch Dekret vom 22. Dezember 1941 auch seine Ernennung zum Kommandeur der Ehrenlegion. Er trat zwar am 1. September 1942 zurück, blieb jedoch weiterhin im Militärdienst. Er wurde zunächst zum Sozialdienst der Armee abgeordnet und übernahm am 1. Januar 1943 den Posten als Direktor des Sozialdienstes der Armee (Service sociale des armées).
Mendras ist der Vater des Soziologen Henri Mendras (1927–2003), der unter anderem Direktor des Nationalen Zentrums für wissenschaftliche Forschung CNRS (Centre national de la recherche scientifique) sowie 1993 Mitglied der Academia Europaea wurde, sowie der Großvater der Politikwissenschaftlerin und Hochschullehrerin Marie Mendras (* 1957).

## Hintergrundliteratur
- André Bach: Le colonel Mendras et les relations militaires franco-soviétiques: 1932–1935, 1981